# 淡路広域消防事務組合
淡路広域消防事務組合（あわじこういきしょうぼうじむくみあい、英：Awaji Broader-based Fire-fighting Office Association）は、兵庫県洲本市、淡路市、南あわじ市が組織する一部事務組合（消防組合）である。

## 沿革
- 1947年11月30日 洲本市消防署を開設する。
- 1948年3月7日 消防組織法施行により洲本市消防本部（消防署）が発足する。
- 1963年6月23日 洲本市消防本部（消防署）庁舎が新築移転する。
- 1966年5月1日 由良出張所開設。
- 1966年11月16日 特別救助隊発足。
- 1968年9月1日 救急業務開始。
- 1973年1月 淡路広域事務組合設立。
- 1973年4月 淡路広域事務組合として業務開始。
- 1974年5月1日 岩屋出張所、南淡出張所が開設。
- 1975年4月21日 岩屋出張所が岩屋分署に昇格。
- 1975年5月1日 北淡出張所、五色出張所が業務開始。
- 1976年4月1日 南淡出張所が南淡分署に昇格。
- 1976年5月1日 西淡出張所開設。
- 1978年12月 消防本部庁舎が新築移転する。
- 1982年11月1日 津名昼間救急分遣所が開設。
- 1995年1月17日 阪神・淡路大震災発生
- 1997年4月1日 津名昼間救急分遣所が津名一宮出張所に昇格。
- 2003年4月1日 津名一宮出張所が津名一宮分署に昇格。
- 2005年1月11日 三原郡緑町、西淡町、三原町、南淡町が合併し南あわじ市に。
- 2005年4月1日 津名郡津名町、東浦町、淡路町、北淡町、一宮町が合併し淡路市に。
- 2006年2月11日 洲本市と津名郡五色町が合併、洲本市に。

## 組織
- 消防本部
  - 総務課－総務係、財政係
  - 消防課－警防係、救急救助係、情報指令係
  - 予防課－予防係、危険物係
- 消防署
  - 消防第1係、消防第2係、予防係

## 主力機械
2024年4月1日現在
- 消防ポンプ車：12
- 屈折はしご車：1
- 化学車：1
- 救助工作車：1
- 救急車：10
- 指揮車：1
- 警防車：1
- 査察車：1
- 総務連絡車：2
- 予防連絡車：1
- 連絡車：7
- 防災指導車：1
- 人員搬送車：1

## 消防署
| 消防署     | 住所                 | 分署                         | 出張所                                                 |
| ---------- | -------------------- | ---------------------------- | ------------------------------------------------------ |
| 洲本消防署 | 洲本市塩屋一丁目2-32 |                              | 由良：洲本市由良町由良2353 五色：洲本市五色町都志304-4 |
| 洲本消防署 | 洲本市塩屋一丁目2-32 | 岩屋：淡路市岩屋2942-16      | 北淡：淡路市育波478-2                                  |
| 洲本消防署 | 洲本市塩屋一丁目2-32 | 津名一宮：淡路市中田3724-2   | なし                                                   |
| 洲本消防署 | 洲本市塩屋一丁目2-32 | 南淡：南あわじ市賀集八幡29-1 | 西淡：南あわじ市志知南15                               |